# Rich Gossage
Pour les articles homonymes, voir Gossage.
Rich « Goose » Gossage (né le 5 juillet 1951 à Colorado Springs (Colorado)), est un ancien lanceur des Ligues majeures de baseball. Ce pionnier du poste de stoppeur est élu au Temple de la renommée du baseball le 8 janvier 2008.